# 山谷大堤

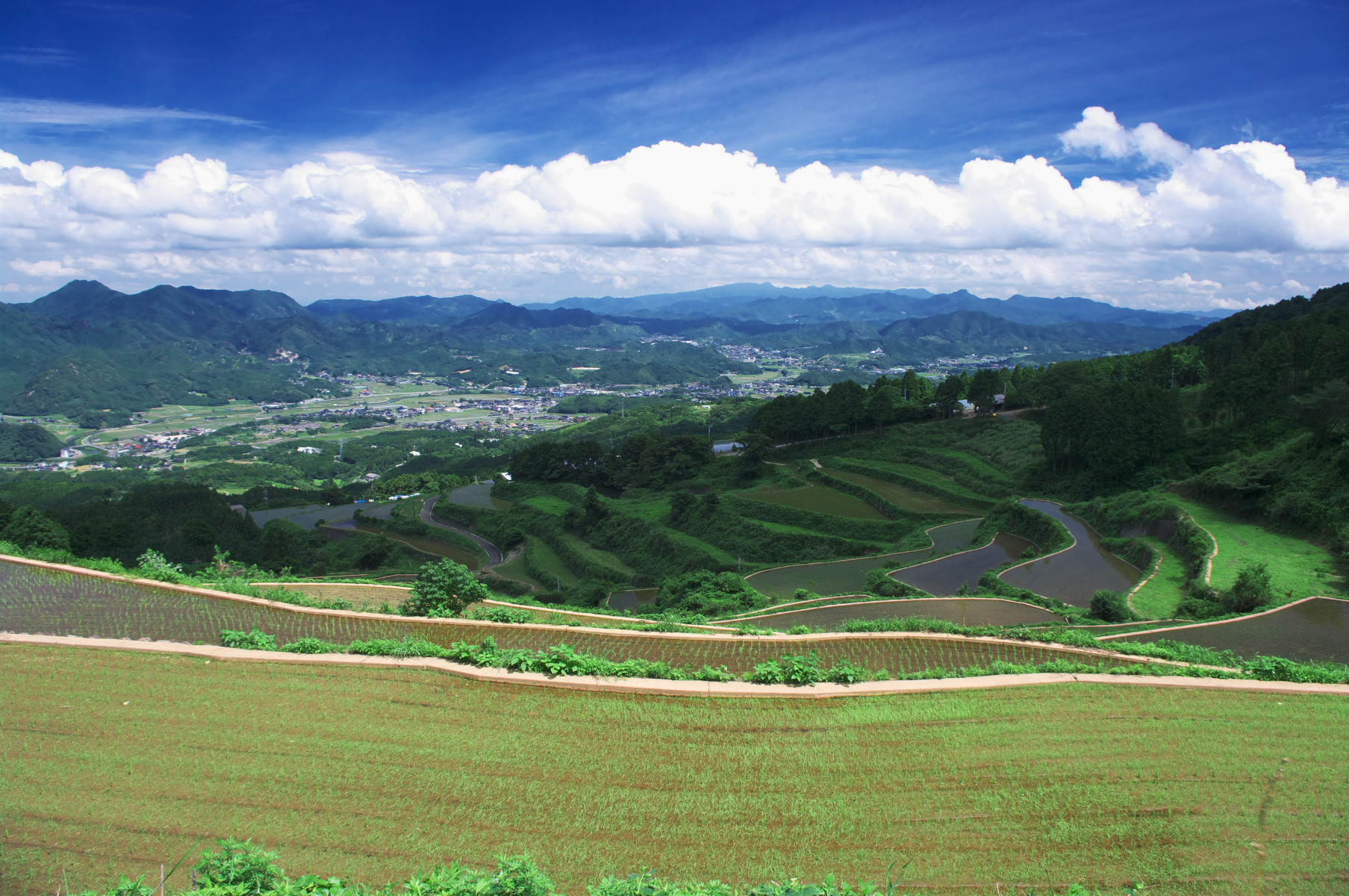
岳の棚田

山谷大堤（やまたにおおつつみ）は、佐賀県西松浦郡有田町山谷切口にあるため池である。貯水量は9万8700立方メートル。
2010年（平成22年）3月25日に山谷大堤として農林水産省のため池百選に選定され。また、上流は岳の棚田として日本の棚田百選やつなぐ棚田遺産に選定されている。

## 地理
山谷大堤は山谷切口にあり、国見山の中腹に位置し、湖畔に建っている多くの石碑に明確に歴史が刻まれており1684年（貞享元年）当時の山谷村の人々が力を合わせて造り上げたことが記されており、「善女龍王」という文字が刻まれている、「善女龍王」というのは雨の神、竜神の化身で神泉苑に残る空海の法力比べ伝説に由来があるといわれている。江戸時代より旱魃に襲われた時、黒髪山で雨乞いを行っていたため、同山にあった寺の僧侶が建立したと伝わり碑文に「半蓑雨」とあるようにこの池が古くから下流の旱魃の被害の軽減に役に立ってきた。
後方にはさらに4基の石碑が立っており、1908年（明治41年）や1933年（昭和8年）石碑には決壊による改修工事の記録があり、現在で45haの水田の灌漑に利用されている。池は灌漑のほか治水や防火用水としての利水機能も担っている。

## 伝統芸能
1650年（慶安3年）頃を起源とする、渇水時の雨乞い祈願の神事である山谷浮立の伝統芸能が継承されており、現在では毎年の夏と秋祭りに集落の持ち回りで氏神に奉納してる。
また、五穀豊穣を感謝するお日待祭りなどが当番農家で催され、農村文化を色濃く残している。　

## 岳の棚田
| 平均勾配 | 面積   | 枚数 | 水源   | 法面構造 | 事業導入 | 開発起源               | 対象農家数 | 10a当収量 | 戸当営農規模 | 戸当枚数 |
| -------- | ------ | ---- | ------ | -------- | -------- | ---------------------- | ---------- | --------- | ------------ | -------- |
| 1/5      | 28.6ha | 570  | ため池 | 石積     | 有       | 安土桃山時代～江戸時代 | 35         | 420kg     | 0.8ha        | 16       |

岳地区の棚田は、上流域水源林からの流出水と、上流の溜め池を水源として、棚田は岳地区により共同管理となっている。1996年（平成8年）開催の第2回「全国棚田サミット」を契機に地域の若手グループにより「岳信太郎棚田会」が発足し、荒廃化しつつある棚田の状況に対する理解を、都市住民に呼びかけることとし、会では、都会では味わえない農作業（田植え、稲刈り）や自然戸歩む生活の理解を深めるため、棚田オーナー制を展開している。また、現在実施中である「中山間地域総合整備事業」において、岳地区に棚田を活用した体験農園を整備する計画である。
当地区の上部には国見道路が通過しており、眼下に望む風情は、棚田形状の美しさと点在する集落とが一体となり、農村の原風景が未だ残る。法面には、堅固な石積みが施されており石積みの技法は、布築、谷築、その他幾通りかの方法が用いられており、現在も地域に継承されており周辺地域を含んだ農村景観の美しさに秀でている。
良質な水資源の活用と牛糞の堆肥やレンゲ栽培による緑肥の施用により棚田米の生産を図っている。

## アクセス
- 松浦鉄道西九州線山谷駅
- 佐賀県道326号山谷大木線